# Coelinidea maehongsonensis
Coelinidea maehongsonensis är en stekelart som först beskrevs av Fischer 2006.  Coelinidea maehongsonensis ingår i släktet Coelinidea och familjen bracksteklar. Inga underarter finns listade i Catalogue of Life.